# Delailoa
Delailoa (rođen na Lakebi) bio je fidžijski poglavica, sin plemića Qome i njegove supruge te unuk poglavice Kalouyalewe.
Delailoa je imao sinove Lokininayaua i Uluinayaua te kćer Vakadewu. Ime Delailoine žene nije poznato.
Poglavica Niumataiwalu pokušao je ubiti Delailou, no nije uspio jer su Delailou skrili ljudi bliski njegovoj majci.
1. ↑  Uluinayau